# Валентен Роберж
Валентен Роберж (фр. Valentin Roberge, нар. 9 червня 1987, Монтрей) — французький футболіст, півзахисник кіпрського клубу «Аполлон».
Виступав, зокрема, за клуб «Марітіму».
Володар Кубка Кіпру. Чемпіон Кіпру.

## Ігрова кар'єра
Народився 9 червня 1987 року в місті Монтрей.
У дорослому футболі дебютував 2006 року виступами за команду «Генгам-2», в якій провів один сезон, взявши участь у 28 матчах чемпіонату. 
Згодом з 2007 по 2010 рік грав у складі команд «Парі Сен-Жермен-2» та «Аріс».
Своєю грою за останню команду привернув увагу представників тренерського штабу клубу «Марітіму», до складу якого приєднався 2010 року. Відіграв за клуб з Фуншала наступні три сезони своєї ігрової кар'єри. Більшість часу, проведеного у складі «Марітіму», був основним гравцем команди.
Протягом 2013—2016 років захищав кольори клубів «Сандерленд», «Реймс» та «Сандерленд».
До складу клубу «Аполлон» приєднався 2016 року. Станом на 12 травня 2021 року відіграв за клуб з Лімасола 85 матчів в національному чемпіонаті.

## Титули і досягнення
- Володар Кубка Кіпру (2):

«Аполлон»: 2016-2017
АЕК: 2024-2025
- Чемпіон Кіпру (1):

«Аполлон»: 2021-2022
- Володар Суперкубка Кіпру (3):

«Аполлон»: 2016, 2017, 2022